# Leptacis coorgensis
Leptacis coorgensis är en stekelart som beskrevs av Durgadas Mukerjee 1981. Leptacis coorgensis ingår i släktet Leptacis och familjen gallmyggesteklar. Inga underarter finns listade i Catalogue of Life.